# Flataklocken
Flataklocken är ett berg i närheten av Munkbysjön i Ånge kommun i Medelpad. Berget, vars höjd är 465 meter över havet, betraktas av många som Sveriges geografiska mittpunkt. Flataklocken är tyngdpunkten eller jämviktspunkten av en 2D-modell av Sverige där Öland och Gotland har flyttats så att de hänger samman med fastlandet. Flataklocken är ett populärt turistmål, och den hyser en restaurang med uteplats som erbjuder milsvid utsikt.

## Sveriges geografiska mittpunkt
Nils Friberg och Tor Andeldorff vid geografiska institutionen på KTH i Stockholm beräknade med hjälp av tyngdpunkts-bestämning av Sveriges landmassa att Flataklocken är Sveriges geografiska mittpunkt. Med upptäcktsresanden Hans Ostelius i spetsen tillsammans med Gustav von Platen, orienteraren Gösta Lagerfält och några till begav sig de mot Munkbysjön där den exakta punkten sedan utmärktes år 1947.